# King's Quest VI: Heir Today, Gone Tomorrow
King's Quest VI: Heir Today, Gone Tomorrow è un'avventura grafica sviluppata e pubblicata dalla Sierra On-Line per sistemi MS-DOS e Microsoft Windows, Atari ST, Mac OS e Amiga. Il videogioco fa parte della serie King's Quest.